# Zulqarnaen Suzliman
Zulqarnaen Suzliman (* 29. März 1998 in Singapur), mit vollständigen Namen Muhammad Zulqarnaen Bin Suzliman, ist ein singapurischer Fußballspieler.

## Karriere

### Verein
Zulqarnaen Suzliman erlernte das Fußballspielen in der National Football Academy in Singapur. Seinen ersten Vertrag unterschrieb er 2016 bei den Young Lions. Die Young Lions sind eine U23-Mannschaft, die 2002 gegründet wurde. In der Elf spielen U23-Nationalspieler und auch Perspektivspieler. Ihnen soll die Möglichkeit gegeben werden, Spielpraxis in der ersten Liga zu sammeln. Für die Lions absolvierte er sechzig Erstligaspiele. 2020 wechselte er zum Ligakonkurrenten Lion City Sailors. Vom 16. Oktober 2020 bis 31. März 2021 leistete er seinen Militärdienst. Von April 2021 wurde er von den Streitkräften an den Erstligisten Young Lions ausgeliehen. Hier stand er bis zum Ende des Militärdienstes unter Vertrag und bestritt dabei 16 Erstligaspiele. Nach Beendigung des Militärdienstes kehrte er zu den Lion City Sailors zurück. Am Ende der Saison 2023 feierte er mit den Sailores die Vizemeisterschaft. Am 9. Dezember 2023 stand er mit den Sailors im Finale des Singapore Cup. Hier besiegte man Hougang United mit 3:1. Am Ende der Saison 2024/25 feierte er mit den Sailors die Meisterschaft. Am 31. Mai 2025 stand er mit den Sailors im Endspiel des Singapore Cup. Das Finale gegen die Tampines Rovers gewann man mit durch ein Tor von Bart Ramselaar mit 1:0.

### Nationalmannschaft
Seit 2018 spielt Zulqarnaen Suzliman in der singapurischen Nationalmannschaft.

## Erfolge
Lion City Sailors
- Singapurischer Meister: 2024/25
- Singapurischer Vizemeister: 2023
- Singapore Cup-Sieger: 2023, 2025